# Grammy Award for Best Hard Rock Performance
Der Grammy Award for Best Hard Rock Performance, auf Deutsch „Grammy-Award für die beste Hard-Rock-Darbietung“, ist ein Musikpreis, der bis 2011 bei den jährlich stattfindenden Grammy Awards verliehen wurde. Ausgezeichnet werden Musiker oder Bands für besonders hochqualitative Werke aus dem Musikgenre Hard Rock. Die Band Living Colour erhielt 1990 den ersten Grammy Award dieser Kategorie, die Foo Fighters, Living Colour und The Smashing Pumpkins erhielten den Preis jeweils zweimal. Seit 2012 wurde dieser Preis der Kategorie Best Hard Rock/Metal Performance zugeschlagen.

## Hintergrund und Geschichte
Die seit 1958 verliehenen Grammy Awards (eigentlich Grammophone Awards) werden jährlich in zahlreichen Kategorien von der National Academy of Recording Arts and Sciences (NARAS) in den Vereinigten Staaten von Amerika vergeben, um künstlerische Leistung, technische Kompetenz und hervorragende Gesamtleistung ohne Rücksicht auf die Album-Verkäufe oder Chart-Position zu ehren.

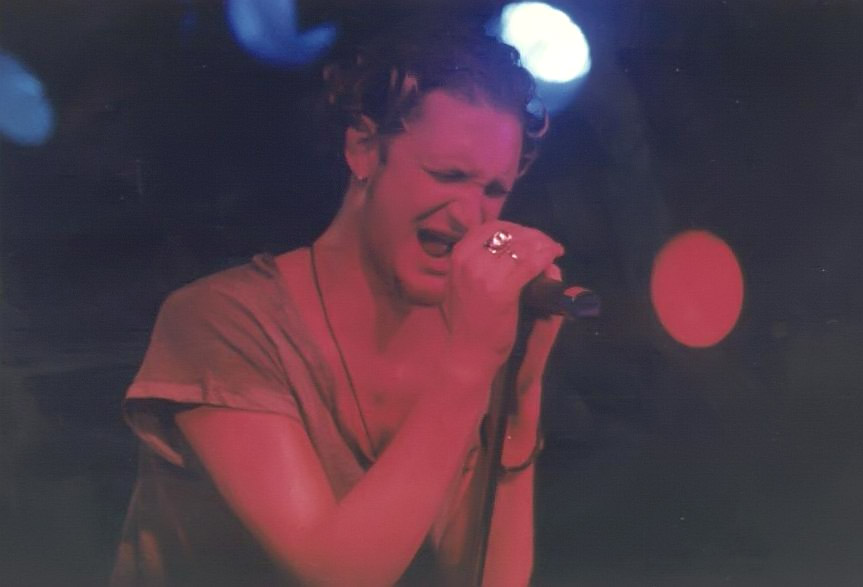
Die Band Alice in Chains wurde bisher siebenmal nominiert, hat den Preis jedoch nie gewonnen.

Ein eigener Grammy-Award für den Bereich Hard Rock wurde erstmals bei den 31. Verleihungen 1989 gemeinsam mit dem Bereich Metal als Grammy Award for Best Hard Rock/Metal Performance Vocal or Instrumental verliehen. Im gleichen Jahr erfolgte auch die erste Vergabe eines Awards für Rap, um zusammen zwei populäre Musikbereiche der 1980er Jahre zu ehren. Den Award erhielt die Rockband Jethro Tull für das Album Crest of a Knave, die damit gegen Metallica mit dem Album …And Justice for All gewannen. Die Entscheidung führte zu breiter Kritik an der NARAS, da nach Ansicht vieler Journalisten die Musik von Jethro Tull nicht in den Bereich des Hard Rock oder Heavy Metal einzuordnen sei. In der Folge richtete die NARAS die beiden Kategorien Best Metal Performance und Best Hard Rock Performance ein, die seit den 32. Verleihungen 1990 getrennt vergeben werden.
Bei den Grammy-Verleihungen 2012 wurde dieser Preis nicht mehr vergeben, da er der Kategorie Best Hard Rock/Metal Performance zugeschlagen wurde.

## Statistik
Den ersten Award für die beste Hard Rock Performance erhielt im Jahr 1990 die Band Living Colour, die diese Auszeichnung auch im Folgejahr bekam. Von 1992 bis 1994 wurde der Award als Grammy Award for Best Hard Rock Performance with Vocal verliehen. Bis 2011 teilten sich die Bands Foo Fighters, Living Colour und The Smashing Pumpkins die Position für die meisten Grammys dieser Kategorie mit jeweils zwei Preisen. Die meisten Grammys gingen an amerikanische Künstler, jedoch wurde der Preis bislang auch zwei Mal an jeweils eine australische Band sowie jeweils einmal an Künstler aus Armenien und Großbritannien verliehen. Alice in Chains ist mit sieben Nominierungen die Band mit den meisten Aufstellungen ohne einen Sieg.

## Gewinner und nominierte Künstler
| Jahr                  | Künstler / Band             | Nationalität                | Werk                                | Weitere nominierte Künstler | Bilder der Künstler                                                                                        |
| --------------------- | --------------------------- | --------------------------- | ----------------------------------- | --- | --- |
| 1990 22. Februar 1990 | Living Colour               | Vereinigte Staaten          | Cult of Personality                 | - Aerosmith – Love in an Elevator - Great White – Once Bitten, Twice Shy - Guns N’ Roses – G N’ R Lies (Album) - Mötley Crüe – Dr. Feelgood                       | Living Colour live in Wien, 1993                                                                           |
| 1991 20. Februar 1991 | Living Colour               | Vereinigte Staaten          | Time’s Up (Album)                   | - AC/DC – The Razors Edge (Album) - Faith No More – Epic - Jane’s Addiction – Ritual de lo habitual (Album) - Mötley Crüe – Kickstart My Heart                    | Living Colour live in Graz, 2010                                                                           |
| 1992 25. Februar 1992 | Van Halen                   | Vereinigte Staaten          | For Unlawful Carnal Knowledge       | - AC/DC – Moneytalks - Alice in Chains – Man in the Box - Guns N’ Roses – Use Your Illusion I (Album)                                                             | Van Halen 2004 während ihrer Wiedervereinigung, v. l. n. r.: Michael Anthony, Sammy Hagar, Eddie Van Halen |
| 1993 24. Februar 1993 | Red Hot Chili Peppers       | Vereinigte Staaten          | Give It Away                        | - Alice in Chains – Dirt (Album) - Faith No More – Angel Dust (Album) - Guns N’ Roses – Live and Let Die - Nirvana – Smells Like Teen Spirit - Pearl Jam – Jeremy | Red Hot Chili Peppers, 2006                                                                                |
| 1994 1. März 1994     | Stone Temple Pilots         | Vereinigte Staaten          | Plush                               | - AC/DC – Highway to Hell - Living Colour – Leave It Alone - Robert Plant – Calling to You - The Smashing Pumpkins – Cherub Rock                                  | Stone Temple Pilots, 2008                                                                                  |
| 1995 1. März 1995     | Soundgarden                 | Vereinigte Staaten          | Black Hole Sun                      | - Alice in Chains – I Stay Away - Beastie Boys – Sabotage - Green Day – Longview - Pearl Jam – Go                                                                 | Chris Cornell, Frontman der Band Soundgarden, 2005                                                         |
| 1996 28. Februar 1996 | Pearl Jam                   | Vereinigte Staaten          | Spin the Black Circle               | - Alice in Chains – Grind - Primus – Wynona’s Big Brown Beaver - Red Hot Chili Peppers – Blood Sugar Sex Magik - Van Halen – The Seventh Seal                     | Pearl Jam, 2006                                                                                            |
| 1997 26. Februar 1997 | The Smashing Pumpkins       | Vereinigte Staaten          | Bullet with Butterfly Wings         | - Alice in Chains – Again - Rage Against the Machine – Bulls on Parade - Soundgarden – Pretty Noose - Stone Temple Pilots – Trippin’ on a Hole in a Paper Heart   | Billy Corgan, Sänger von The Smashing Pumpkins                                                             |
| 1998 25. Februar 1998 | The Smashing Pumpkins       | Vereinigte Staaten          | The End Is the Beginning Is the End | - Bush – Swallowed - Foo Fighters – Monkey Wrench - Nine Inch Nails – The Perfect Drug - Rage Against the Machine – People of the Sun                             | The Smashing Pumpkins live in Luxemburg, 2007                                                              |
| 1999 25. Februar 1999 | Jimmy Page and Robert Plant | Vereinigtes Königreich      | Most High                           | - Kiss – Psycho Circus - Marilyn Manson – The Dope Show - Metallica – Fuel - Pearl Jam – Do the Evolution                                                         | Robert Plant                                                                                               |
| 2000 23. Februar 2000 | Metallica                   | Vereinigte Staaten          | Whiskey in the Jar                  | - Alice in Chains – Get Born Again - Buckcherry – Lit Up - Kid Rock – Bawitdaba - Korn – Freak on a Leash - Limp Bizkit – Nookie                                  | Metallica, 2009                                                                                            |
| 2001 23. Februar 2001 | Rage Against the Machine    | Vereinigte Staaten          | Guerrilla Radio                     | - Kid Rock – American Bad Ass - Limp Bizkit – Take a Look Around - Pearl Jam – Grievance - Stone Temple Pilots – Down                                             | Rage Against the Machine                                                                                   |
| 2002 27. Februar 2002 | Linkin Park                 | Vereinigte Staaten          | Crawling                            | - Alien Ant Farm – Smooth Criminal - P.O.D. – Alive - Rage Against the Machine – Renegades of Funk - Saliva – Your Disease                                        | Linkin Park, 2006                                                                                          |
| 2003 27. Februar 2003 | Foo Fighters                | Vereinigte Staaten          | All My Life                         | - Godsmack – I Stand Alone - P.O.D. – Youth of the Nation - Queens of the Stone Age – No One Knows - System of a Down – Aerials                                   | Foo Fighters                                                                                               |
| 2004 8. Februar 2004  | Evanescence and Paul McCoy  | Vereinigte Staaten          | Bring Me to Life                    | - Audioslave – Like a Stone - Godsmack – Straight Out of Line - Jane’s Addiction – Just Because - Queens of the Stone Age – Go with the Flow                      | Evanescence                                                                                                |
| 2005 13. Februar 2005 | Velvet Revolver             | Vereinigte Staaten          | Slither                             | - Incubus – Megalomaniac - Metallica – Some Kind of Monster - Nickelback – Feelin’ Way Too Damn Good - Slipknot – Duality                                         | Velvet Revolver in Argentinien, 2007                                                                       |
| 2006 8. Februar 2006  | System of a Down            | Armenien Vereinigte Staaten | B.Y.O.B.                            | - Audioslave – Doesn’t Remind Me - Nine Inch Nails – The Hand That Feeds - Robert Plant – Tin Pan Valley - Queens of the Stone Age – Little Sister                | System of a Down, 2007                                                                                     |
| 2007 11. Februar 2007 | Wolfmother                  | Australien                  | Woman                               | - Buckcherry – Crazy Bitch - Nine Inch Nails – Every Day Is Exactly the Same - System of a Down – Lonely Day - Tool – Vicarious                                   | Wolfmother                                                                                                 |
| 2008 10. Februar 2008 | Foo Fighters                | Vereinigte Staaten          | The Pretender                       | - Evanescence – Sweet Sacrifice - Ozzy Osbourne – I Don’t Wanna Stop - Queens of the Stone Age – Sick, Sick, Sick - Tool – The Pot                                | Foo Fighters                                                                                               |
| 2009 8. Februar 2009  | The Mars Volta              | Vereinigte Staaten          | Wax Simulacra                       | - Disturbed – Inside the Fire - Judas Priest – Visions - Mötley Crüe – Saints of Los Angeles - Rob Zombie – The Lords of Salem                                    | The Mars Volta                                                                                             |
| 2010 31. Januar 2010  | AC/DC                       | Australien                  | War Machine                         | - Alice in Chains – Check My Brain - Linkin Park – What I’ve Done - Metallica – The Unforgiven III - Nickelback – Burn It to the Ground                           | AC/DC, 2008                                                                                                |
| 2011 13. Februar 2011 | Them Crooked Vultures       | Vereinigte Staaten          | New Fang                            | - Alice in Chains – A Looking in View - Ozzy Osbourne – Let Me Hear You Scream - Soundgarden – Black Rain - Stone Temple Pilots – Between the Lines               | Them Crooked Vultures, 2009                                                                                |

## Belege
1. ↑  “honor artistic achievement, technical proficiency and overall excellence in the recording industry, without regard to album sales or chart position” Overview. National Academy of Recording Arts and Sciences, archiviert vom Original am 19. August 2012; abgerufen am 11. September 2014.  Info: Der Archivlink wurde automatisch eingesetzt und noch nicht geprüft. Bitte prüfe Original- und Archivlink gemäß Anleitung und entferne dann diesen Hinweis.
2. ↑  Grammy Awards at a Glance. In: Los Angeles Times. Tribune Company, abgerufen am 19. Juli 2010.
3. ↑  Jon Pareles: Grammys to McFerrin and Chapman. In: The New York Times. 23. Februar 1989 (nytimes.com [abgerufen am 19. Juli 2010]).
4. ↑  Frank Hoffmann: Encyclopedia of Recorded Sound. 2. Auflage. Band 1: A–L. Routledge, New York, NY 2005, ISBN 0-203-48427-4, S. 1080 (books.google.de).
5. ↑  Stephen Holden: The Pop Life. In: The New York Times. 14. Februar 1990 (nytimes.com [abgerufen am 19. Juli 2010]).
6. ↑  Awards Category Comparison Chart. (PDF; 80 kB) National Academy of Recording Arts and Sciences, S. 1, archiviert vom Original am 16. Mai 2011; abgerufen am 8. April 2011.  Info: Der Archivlink wurde automatisch eingesetzt und noch nicht geprüft. Bitte prüfe Original- und Archivlink gemäß Anleitung und entferne dann diesen Hinweis.
7. ↑  Grammy nominees 1993. (Memento des Originals vom 2. September 2012 im Internet Archive)  Info: Der Archivlink wurde automatisch eingesetzt und noch nicht geprüft. Bitte prüfe Original- und Archivlink gemäß Anleitung und entferne dann diesen Hinweis. The Baltimore Sun, 8. Januar 1993. (In der Liste bei Rock on the net taucht Nirvana nicht auf.)